# El Sena
El Sena est une ville et une municipalité de Bolivie, située dans le département de Pando. La municipalité d'El Sena est l'une des trois entités municipales qui forment la province Madre de Dios.
Selon le recensement bolivien de 2012, la population est de 8 258 habitants pour l'ensemble de la municipalité et de 2 587 habitants pour l'aire urbaine.
La municipalité s'étend sur 7 589 km². Son noyau urbain est traversé par la route nationale 13 et borde le río Manupare près de son estuaire dans le río Madre de Dios. L'altitude moyenne de la ville est d'environ 200 mètres.